# Luciano Perelli
Luciano Perelli (Ivrea, 1916 – Sampeyre, 25 luglio 1994) è stato un latinista e storico italiano.

## Biografia
Figlio di Giannotto Perelli e allievo di Augusto Rostagni, si laureò all'Università degli Studi di Torino; poco dopo intraprese la carriera di docente, insegnando lettere classiche nelle scuole superiori; fu anche segretario sindacale.
Negli anni 1970 entrò a far parte del corpo docente dell'Università di Torino, ottenendo le cattedre di Letteratura latina e Storia romana. Fu anche storico: si occupò di storia del capitalismo, di imperialismo e di movimenti popolari. 
Morì a Sampeyre, in provincia di Cuneo, località in cui stava trascorrendo un periodo di vacanza.

## Opere

### Curatele
- Tito Livio, La prima deca, Torino, UTET, 1953
- Il pensiero politico di Cicerone: antologia degli scritti politici, Torino, Petrini, 1964
- Augusto Rostagni, Lineamenti di storia della letteratura latina, Milano, Mondadori, 1968
- Lucrezio, poeta dell'angoscia, Firenze, La Nuova Italia, 1969
- Storia della letteratura latina, Milano, Paravia, 1969
- Seneca, Antologia degli scritti filosofici, Firenze, La Nuova Italia, 1970
- Tito Livio, Storie, Torino, UTET, 1970-1989 (7 voll.)
- Antologia latina per la prima classe dei licei classici. Virgilio, Cicerone, Sallustio, Torino, Salles, 1971
- Antologia della letteratura latina, Torino, Paravia, 1973
- Il teatro rivoluzionario di Terenzio, Firenze, La Nuova Italia, 1973
- Hecyra e antologia pedagogica da Andria, Heautontimorumenos, Adelphoe, Firenze, La Nuova Italia, 1974
- Lucrezio: letture critiche, Milano, Mursia, 1977
- L. Perelli F. Panero, Storia Antica e Medievale, Torino, Lattes, 1990
- Lo sviluppo del capitalismo, Torino, Giappichelli, 1976
- Il De republica e il pensiero politico di Cicerone, Torino, Giappichelli, 1977
- Il capitalismo nell'ultimo secolo della Repubblica, Torino, Giappichelli, 1978
- L'imperialismo nell'ultimo secolo della Repubblica, Torino, Giappichelli, 1980
- I populares dai Gracchi alla fine della repubblica, Torino, Giappichelli, 1981
- Il terrorismo e lo stato nel I secolo a.C., Palermo, Palumbo, 1981
- Il movimento popolare nell'ultimo secolo della Repubblica, Torino, Paravia, 1982
- Il pensiero politico di Cicerone: tra filosofia greca e ideologia aristocratica romana, Scandicci, La Nuova Italia, 1990
- La corruzione politica nell'antica Roma, Milano, BUR, 1994